# ألبير أوندو أوسا
ألبير أوندو أوسا (من مواليد 17 يوليو 1954) هو سياسي غابوني وعضو في المجتمع المدني وأستاذ مشارك في الاقتصاد بجامعة عمر بونغو
ألبير أوندو أوسا هو مرشح للانتخابات الرئاسية لعام 2023 وعضو نشط في مجموعة "تناوب 2023" إلى جانب مرشحي المعارضة الآخرين. بعد المناقشة في مجموعة تناوب 2023، اختير مرشحًا رئيسًا للمعارضة ضد علي بونغو أونديمبا.